# Steffen Dietzsch
Steffen Dietzsch (ur. 1943) – niemiecki profesor filozofii na berlińskim Uniwersytecie Humboldtów.

## Życiorys
W latach 1965-1973 odbył studia filozoficzne w Lipsku. Napisał wówczas rozprawę o myśli młodego Friedricha von Schellinga. Do 1990 był zatrudniony w Wydziale Edycji Historyczno-Filozoficznych Akademii Nauk w Berlinie. Habilitował się w 1986. Od 1991 roku gościnne, jako profesor, wykładał w Marburgu, Halgen i Lipsku, a od 2001, jako rezydent, w Kolegium Friedricha Nietzschego w Weimarze. Prowadzi stałą współpracę naukową z Instytutem Filozofii Uniwersytetu Humboldta w Berlinie.

## Zainteresowania naukowe
Główna problematyka badań, to: 
- filozofia Immanuela Kanta,
- idealizm niemiecki,
- filozofia i literatura wczesnego romantyzmu,
- nowożytna filozofia literatury (przede wszystkim po 1900),
- edycje dzieł filozoficznych[1].

## Publikacje
Najważniejsze publikacje:
- Dimensionen der Transzendentalphilosophie 1780–1810 (1990),
- Fort Denken mit Kant (1996),
- Nietzsche im Exil (2001),
- Wider das Schwere (2002),
- Immanuel Kant. Eine Biographie (2004)[1].

W języku polskim ukazała się jego Krótka historia kłamstwa (Warszawa, 2000, przekład Krystyny Krzemieniowej).